# (1957) Angara
Angara és l'asteroide número 1.957 de la sèrie. Va ser descobert per l'astrònoma Liudmila Txernikh des de l'observatori de Nauchnyj, l'1 d'abril de 1970. La seva designació alternativa és 1970 GF.